# 小心叶薯
小心叶薯（学名：Ipomoea obscura），小红薯（广东）、紫心牵牛（海南植物志），为旋花科番薯属的植物。分布于台湾岛、马斯克林群岛、热带亚洲、马来西亚、热带非洲、菲律宾、大洋洲以及中国大陆的广东、云南等地，生长于海拔100米至580米的地区，多生于旷野沙地、海边疏林或灌丛中，目前尚未由人工引种栽培。